# نابوهیکو اوبایاشی
نابوهیکو اوبایاشی (به ژاپنی: 大林 宣彦 Ōbayashi Nobuhiko)؛ (زادهٔ ۹ ژانویهٔ ۱۹۳۸ – درگذشته ۱۰ آوریل ۲۰۲۰) کارگردان، فیلم‌نامه‌نویس و تهیه‌کننده اهل ژاپن بود. وی از سال ۱۹۶۰ میلادی تا هنگام مرگ مشغول فعالیت بوده‌است.